# کرساپتوون بل-ایر (مریلند)
کرساپتوون بل-ایر (به انگلیسی: Cresaptown Bel-Air) شهری در ایالت مریلند کشور ایالات متحده آمریکا است که جمعیت آن در سرشماری سال ۲۰۱۰ میلادی، ۴٬۵۹۲ نفر بوده‌است.